# Achraf Hakimi
Achraf Hakimi Mouh (* 4. listopadu 1998 Madrid) je marocký profesionální fotbalista, který hraje na pozici krajního obránce ve francouzském klubu Paris Saint-Germain a v marocké fotbalové reprezentaci.

## Mládí
Achraf se narodil v Madridu marockým rodičům. V osmi letech se připojil k akademii Realu Madrid.

## Klubová kariéra

### Real Madrid

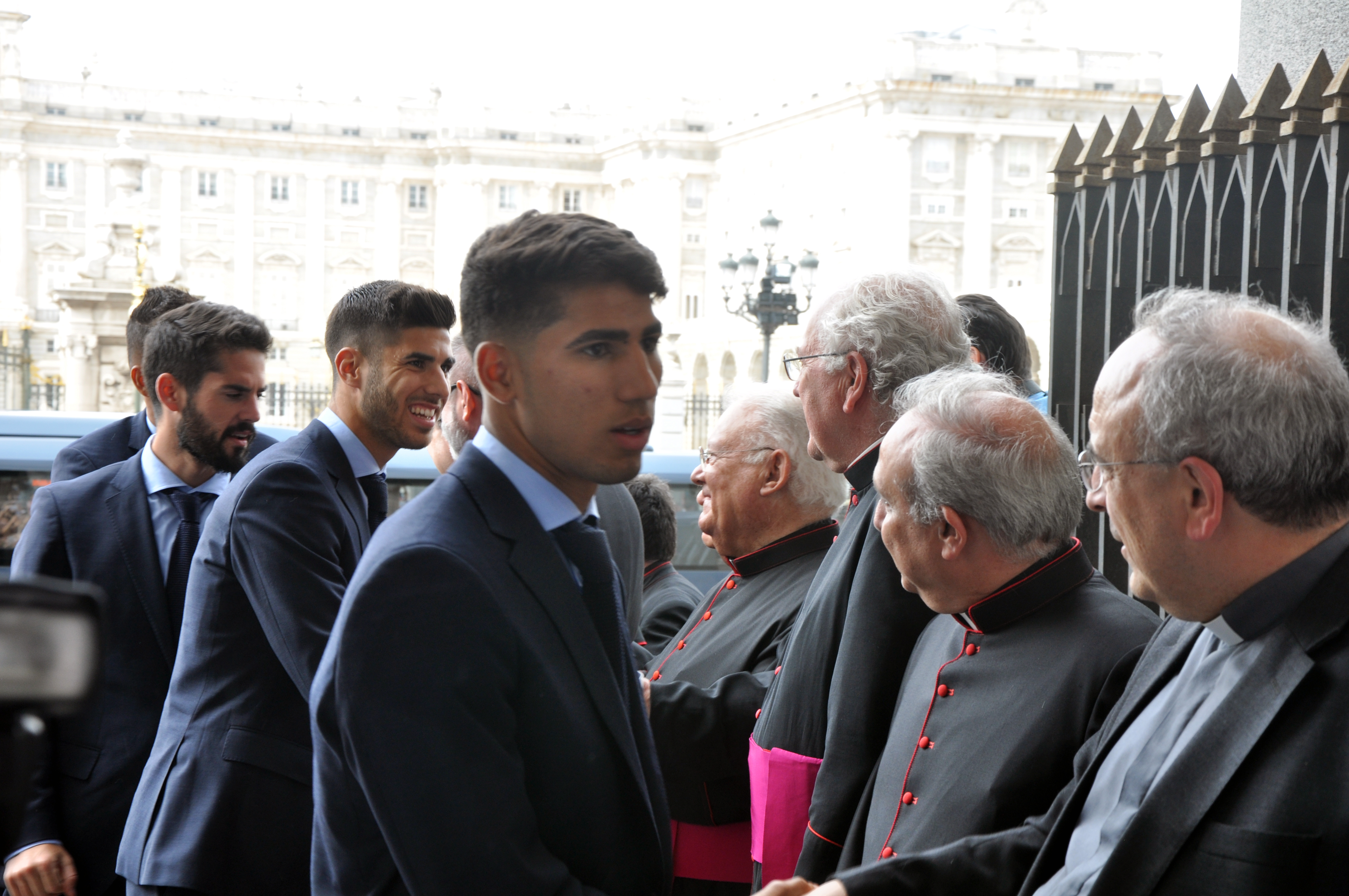
Achraf na slavnostním ukončení Ligy mistrů UEFA (2018)

Achraf debutoval v Los Blancos v prvním zápase International Champions Cupu 2016, při prohře proti Paris Saint-Germain. Následně se vrátil do B-mužstva.
Achraf vstřelil svůj první gól 25. září 2016 v zápase proti CF Fuenlabrada (zápas v Segunda División). Během sezóny nastoupil k 28 zápasům Madridské Castilly.
Dne 19. srpna 2017 se Achraf dostal opět do prvního týmu, jako záloha za Daniho Carvajala a Nacha, byl mu přidělen dres číslo 19. V La Lize debutoval 1. října domácím vítězstvím 2:0 nad RCD Espanyol. Svůj první gól v La Lize vstřelil 9. prosince 2017 při domácí výhře 5:0 nad Sevillou. V Lize mistrů UEFA 2017–18 se zúčastnil dvou utkání v základní skupině. Oba zápasy odehrál proti londýnskému Tottenhamu. I přesto, že nenastoupil do vítězného finálového zápasu, dostal medaili za vítězství v Lize Mistrů a to jako první marocký hráč, který toho dosáhl.

#### Borussia Dortmund (hostování)
Dne 11. července 2018 jej podepsala Borussia Dortmund na dvouleté hostování. Svůj první gól za klub vstřelil při vítězství 7:0 nad 1. FC Norimberk dne 27. září 2018.
Hakimi vstřelil 2. října 2019 ve skupině Ligy mistrů dvě branky proti Slavii Praha, jeho první v této soutěži. Dne 5. listopadu 2019 Hakimi vstřelil další důležitý gól, když pomohl otočit zápas proti Interu Milán ve Westfalenstadionu.
V únoru 2020 Hakimi nastavil nový rychlostní rekord Bundesligy, když běžel rychlostí 36,5 km/h.
Dne 31. května 2020 Hakimi skóroval v zápase proti SC Paderbornu. Poté, co vstřelil gól, svlékl si dres, pod nímž měl tričko s nápisem „spravedlnost pro George Floyda“.

### Inter Milán
Dne 2. července 2020 oznámil Inter Milán podepsání Hakimiho na pětiletou smlouvu s oznámeným poplatkem přibližně 40 milionů eur.

## Reprezentační kariéra

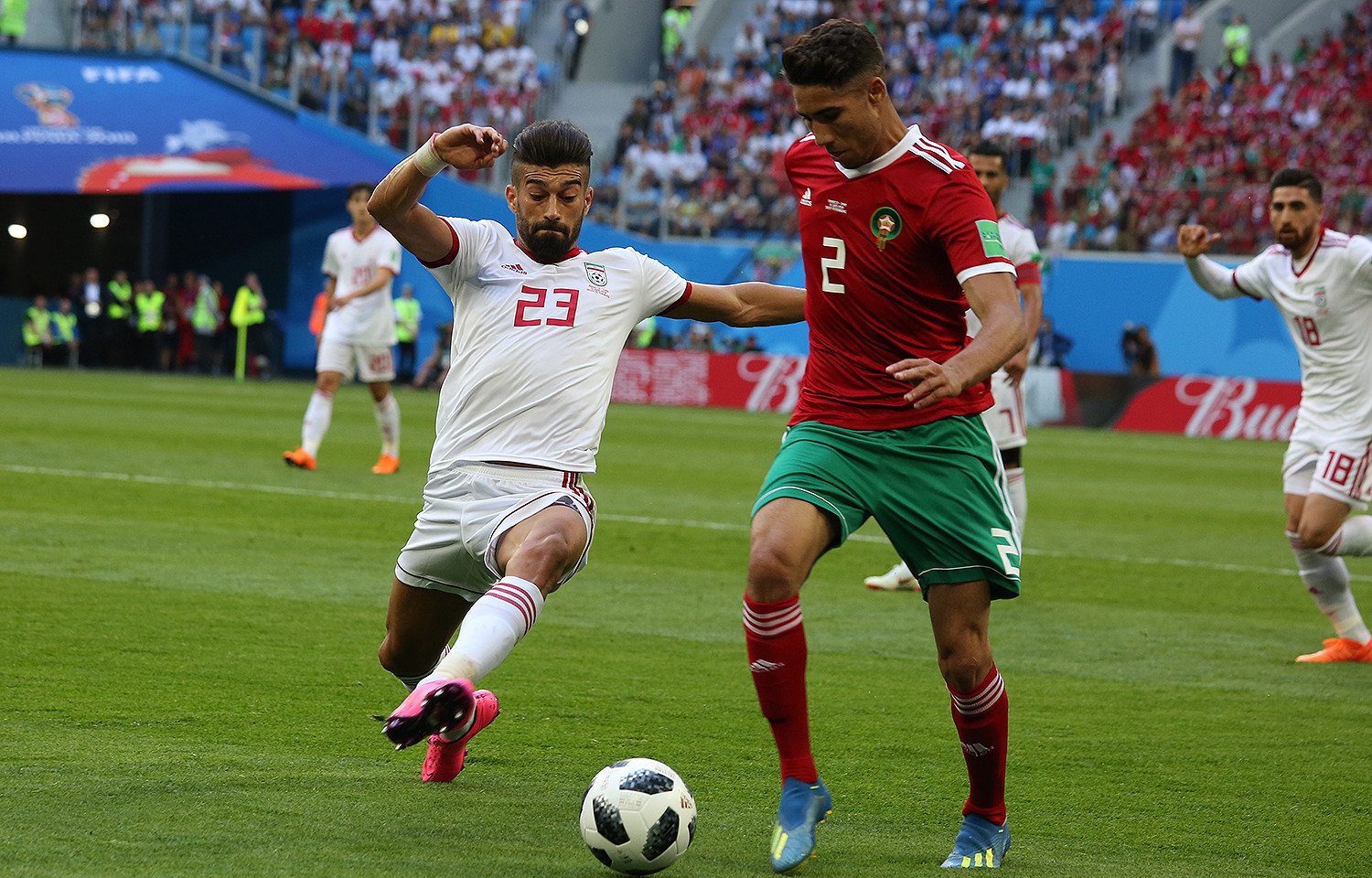
Achraf (vpravo) hrající za Maroko na Mistrovství světa 2018 v Rusku

Achraf debutoval v A-týmu Maroka 11. října 2016, když nahradil Fouada Chafika v zápase proti Kanadě. Svého prvního mezinárodního gólu se dočkal 1. září 2017.
V květnu 2018 byl na marockém předběžném seznamu hráčů pro Mistrovství světa ve fotbale 2018.
V listopadu a prosinci roku 2022 si zahrál na Mistrovství světa, které pořádal Katar. V základní sestavě odehrál proti Chorvatsku (stříbrní medailisté z předchozího turnaje) první skupinové utkání dne 23. listopadu, ve kterém byla jeho rychlost zkouškou pro soupeřovu obranu, gól ovšem nepadl a zrodila se remíza. V hlasování fotbalových příznivců na BBC Sport dostal nejlepší hodnocení. Proti Belgii 27. listopadu náležel mezi strůjce překvapivého marockého úspěchu proti bronzovému medailistovi z před čtyř let, když se na výhře 2:0 podílel jednak ofenzivními výpady a jednak utlumením Edena Hazarda. Po první výhře na mistrovství světa od roku 1998 se Maroko ve střetnutí proti Kanadě o čtyři dny později ucházelo o první postup do vyřazovacích bojů od své první účasti na turnaji v roce 1986. Výhra 2:1 nad Kanadou zaručila Maroku sedm bodů a první místo ve skupině a tedy postup do osmifinále. Hakimi byl zvolen nejlepším hráčem utkání podle odborníků FIFA.

## Statistiky

### Klubové
K zápasu odehranému 17. října 2020
| Klub                     | Sezóna  | Liga               | Liga   | Liga | Pohár  | Pohár | Evropské poháry | Evropské poháry | Ostatní | Ostatní | Celkem | Celkem |
| Klub                     | Sezóna  | Liga               | Zápasy | Góly | Zápasy | Góly  | Zápasy          | Góly            | Zápasy  | Góly    | Zápasy | Góly   |
| ------------------------ | ------- | ------------------ | ------ | ---- | ------ | ----- | --------------- | --------------- | ------- | ------- | ------ | ------ |
| Real Madrid B            | 2016/17 | Segunda División B | 28     | 1    | —      | —     | —               | —               | —       | —       | 28     | 1      |
| Real Madrid              | 2017/18 | La Liga            | 9      | 2    | 5      | 0     | 2               | 0               | 1       | 0       | 17     | 2      |
| Borussia Dortmund (host) | 2018/19 | Bundesliga         | 21     | 2    | 2      | 1     | 5               | 0               | —       | —       | 28     | 3      |
| Borussia Dortmund (host) | 2019/20 | Bundesliga         | 33     | 5    | 3      | 0     | 8               | 4               | 1       | 0       | 45     | 9      |
| Borussia Dortmund (host) | Celkem  | Celkem             | 54     | 7    | 5      | 1     | 13              | 4               | 1       | 0       | 73     | 12     |
| Inter Milán              | 2020/21 | Serie A            | 4      | 1    | 0      | 0     | 0               | 0               | —       | —       | 4      | 1      |
| Celkem                   | Celkem  | Celkem             | 95     | 11   | 10     | 1     | 15              | 4               | 2       | 0       | 122    | 16     |

1. ↑  Zápasy v Supercopa de España, DFL-Supercupu, Superpoháru UEFA, a na Mistrovství světa klubů.

### Reprezentační
K zápasu odehranému 13. října 2020
| Maroko | Maroko | Maroko |
| Rok    | Zápasy | Góly   |
| ------ | ------ | ------ |
| 2016   | 1      | 0      |
| 2017   | 5      | 1      |
| 2018   | 12     | 0      |
| 2019   | 10     | 1      |
| 2020   | 2      | 0      |
| Total  | 30     | 2      |

#### Reprezentační góly
K zápasu odehranému 13. října 2020. Skóre a výsledky Maroka jsou vždy zapisovány jako první
| Gól | Datum              | Místo                                              | Soupeř  | Skóre | Výsledek | Soutěž                                   | Ref.   |
| --- | ------------------ | -------------------------------------------------- | ------- | ----- | -------- | ---------------------------------------- | ------ |
| 1.  | 1. září 2017       | Prince Moulay Abdellah Stadium, Rabat, Maroko      | Mali    | 4:0   | 6:0      | Kvalifikace na Mistrovství světa 2018    | [ 11 ] |
| 2.  | 19. listopadu 2019 | Prince Louis Rwagasore Stadium, Bujumbura, Burundi | Burundi | 3:0   | 3:0      | Kvalifikace na Africký pohár národů 2021 | [ 12 ] |

## Ocenění

### Klubové
Real Madrid Castilla
- Juniorská Copa del Rey: 2017[13]

Real Madrid
- Liga mistrů UEFA: 2017/18[14]
- Mistrovství světa klubů: 2017[15]
- Superpohár UEFA: 2017
- Supercopa de España: 2017.

Borussia Dortmund
- DFL-Supercup: 2019[16]

Paris Saint-Germain
- Liga mistrů UEFA: 2024/25

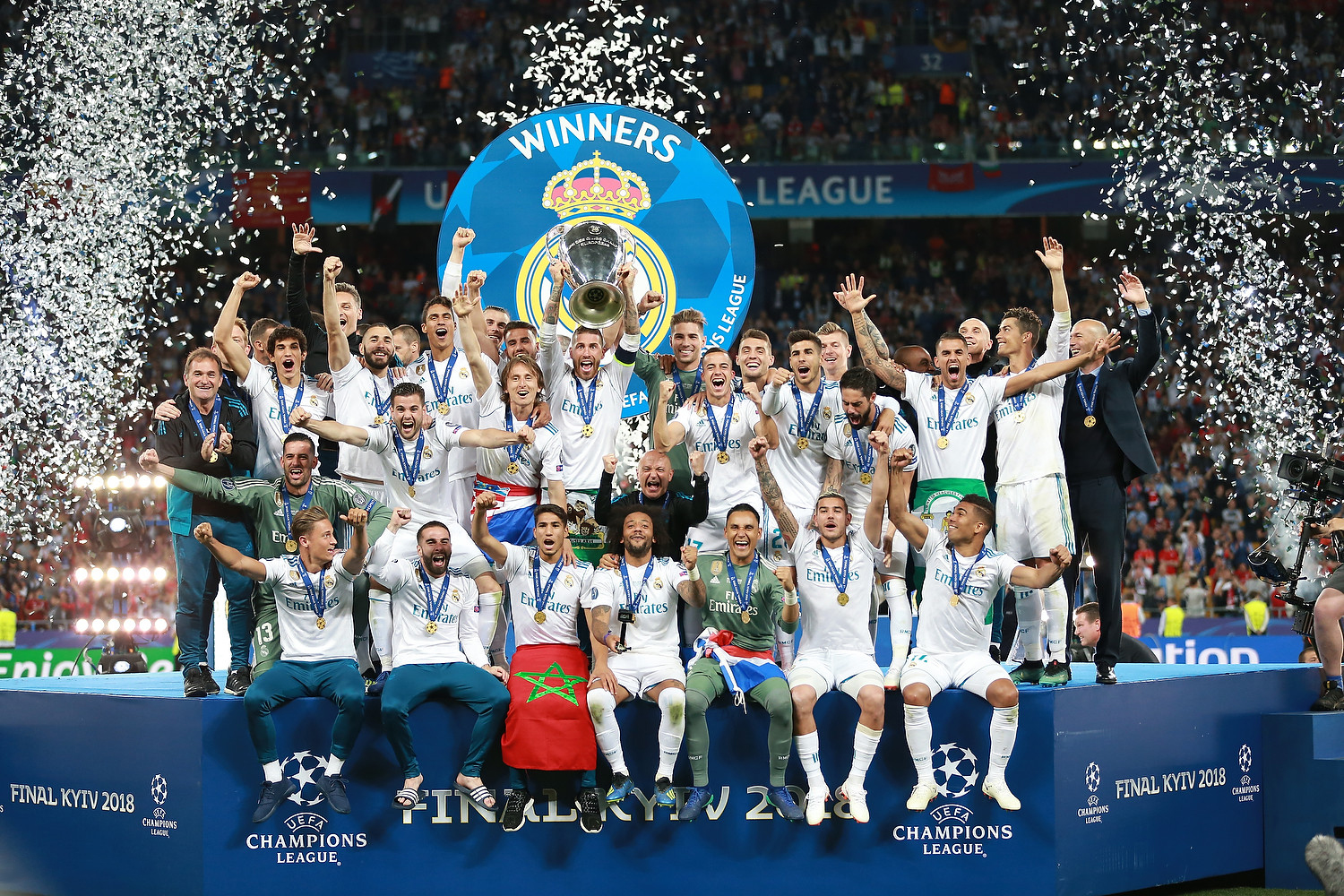
Hakimi oslavující vítězství v Lize mistrů s Realem Madrid (2018)

- 4× Ligue 1: 2021/22, 2022/23, 2023/24, 2024/25
- 2× Coupe de France: 2023/24, 2024/25
- 3× Francouzský superpohár: 2022, 2023, 2024

### Individuální
- Nováček měsíce v Bundeslize: Září 2018, Listopad 2018[17]
- Mladý hráč roku CAF: 2018,[18] 2019[19][20]
- Jedenáctka roku CAF: 2019[20]
- Nejlepší jedenáctka podle ESM – 2020/21[21]